# Rudiano
Rudiano là một đô thị thuộc tỉnh Brescia trong vùng Lombardia ở Ý. Đô thị này có diện tích 9 km², dân số 4601 người.
Đô thị này giáp với các đô thị sau: Calcio (Italie), Chiari, Pumenengo, Roccafranca, Urago d'Oglio.